# Cérès (1938)
Cérès (Q190) var en ubåt av Minerve-klass i den franska flottan. Ubåten kölsträcktes vid Chantiers Worms-varvet i Rouen den 8 augusti 1936, sjösattes den 9 december 1938, och togs i bruk den 15 juli 1939.
Efter Operation Torch sänktes hon av sin besättning i Oran den 9 november 1942 för att förhindra att hon föll i de allierades händer. Hon bärgades senare av de allierade i början av 1943, men togs inte i drift igen och ströks slutligen från flottans lista den 18 februari 1946.